# Curling al VII Festival olimpico invernale della gioventù europea
Le gare di Curling al VII Festival olimpico invernale della gioventù europea si sono svolte dal 24 al 28 gennaio 2005 a Monthey, in Svizzera.
Sono state disputate un torneo maschile e uno femminile, per un totale di 2 gare.

## Podi

### Ragazzi
| Evento          | Oro         | Argento  | Bronzo   |
| Torneo maschile | Regno Unito | Svizzera | Germania |

### Ragazze
| Evento           | Oro      | Argento   | Bronzo      |
| Torneo femminile | Svizzera | Danimarca | Regno Unito |